# Katedralen vid havet
Katedralen vid havet (originaltitel: La catedral del mar) är en spansk roman av Ildefonso Falcones. Utgiven 2006 i Spanien och i Sverige 2008. I Sverige har boken även lanserats som ljudbok, inläst av Johan Rabaeus. Boken utspelar sig i 1300-talets Katalonien.

## Handling
Bernat Estanyol, en livegen bonde från norra Katalonien tvingas fly från sin gård tillsammans med sin son Arnau efter att ha fallit i onåd med den lokale hertigen. De gömmer sig hos släktingar i Barcelona och startar ett nytt liv. Arnau kommer att växa upp i en stad som går igenom många förändringar och som präglas av bygget av katedralen Santa Maria del Mar. Under livets gång skaffar han sig vänner och fiender och kommer att bli en mäktig och inflytelserik man. Men hans öde kommer att avgöras av inkvisitionen och hans förflutna kommer till slut att hinna ikapp honom.

## Priser
- Euskadi de Plata 2006 (Spanien)
- The Qué Leer (Spanien)
- Giovanni Boccaccio 2007 (Italien)